# Ж
Ж, ж (cursiva: Ж, ж) es una letra del alfabeto cirílico.
Representa la fricativa postalveolar sonora /ʒ/ (escuchar), similar al sonido duro de la "Y" o 'Ll' de algunas variedades del español rioplatense. Aunque, en el español, suele confundirse la Ll por la Y (yeísmo), en otras lenguas, como el ruso, es importante pronunciar su sonido.
Es la séptima letra en el alfabeto búlgaro, la octava en el alfabeto bielorruso, macedonio, ruso y serbio (este último, cuya versión latina se translitera como ž) y novena en el alfabeto ucraniano. 
Generalmente se translitera al alfabeto latino como "zh" como en la palabra "Zhivago". En polaco su equivalente con más parecido es ż y, en algunos casos, rz.
Ejemplo de uso: Жук ("escarabajo", pronunciado zhuk)
En ruso, también puede representar el sonido de la "Sh" (Ш), cuando va al final de las palabras. Muzh (se lee Mush, marido) Муж.

## Tabla de códigos
| Codificación de caracteres | Tipo      | Decimal | Hexadecimal | Octal  | Binario             |
| -------------------------- | --------- | ------- | ----------- | ------ | ------------------- |
| Unicode                    | Mayúscula | 1046    | 0416        | 002026 | 0000 0100 0001 0110 |
| Unicode                    | Minúscula | 1078    | 0436        | 002066 | 0000 0100 0011 0110 |
| ISO 8859-5                 | Mayúscula | 182     | B6          | 266    | 1011 0110           |
| ISO 8859-5                 | Minúscula | 214     | D6          | 326    | 1101 0110           |
| KOI 8                      | Mayúscula | 246     | F6          | 366    | 1111 0110           |
| KOI 8                      | Minúscula | 214     | D6          | 326    | 1101 0110           |
| Windows 1251               | Mayúscula | 198     | C6          | 306    | 1100 0110           |
| Windows 1251               | Minúscula | 230     | E6          | 346    | 1110 0110           |
Sus códigos HTML son: &#1046; o &#x416; para la mayúscula y &#1078; o &#x436; para la minúscula.